# Phoradendron affine
Phoradendron affine là một loài thực vật có hoa trong họ Santalaceae. Loài này được (Pohl ex DC.) Engl. & K. Krause miêu tả khoa học đầu tiên năm 1935.